# كوبايك (نيويورك)
كوبايك (بالإنجليزية: Copake, New York)‏ هي بلدة أمريكية تقع في الولايات المتحدة في مقاطعة كولومبيا، نيويورك. يقدر عدد سكانها بـ 3,615 نسمة ومساحتها 109.1 كم2 وترتفع عن سطح البحر 173 متر.